# Babylonische wereldkaart

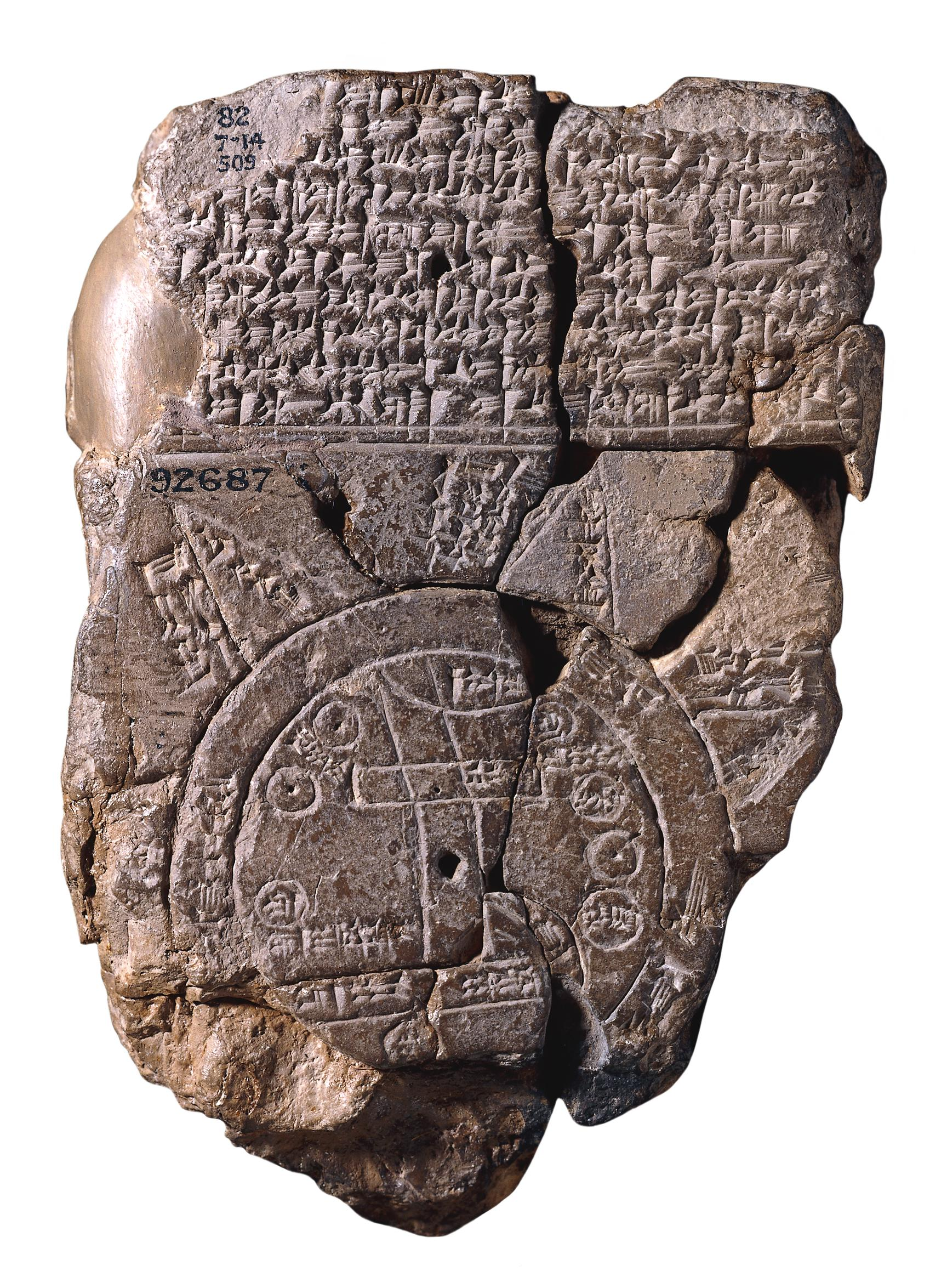
Babylonische kaart van de wereld, ca 6e eeuw v.Chr.

De babylonische wereldkaart is een afbeelding van de platte aarde met Babylonië op een kleitablet.
Het kleitablet uit circa de 6e eeuw v.Chr. werd ontdekt in Sippara aan de oever van de Eufraat. Het behoort tot de collectie van het British Museum. Op de kaart, met tekst in het spijkerschrift, staat in het centrum de stad Babylon met in het noorden het Zagrosgebergte.
|  | 1. "Berg" (Akkadisch: šá-du-ú) 2. "Stad" (Akkadisch: uru) 3. Urartu (Akkadisch: ú-ra-áš-tu) 4. Assyrië (Akkadisch:kuraš+šurki) 5. "Der" (Akkadisch: dēr) 6. ? 7. Moeras (Akkadisch: ap-pa-ru) 8. Elam (Akkadisch: šuša) 9. Kanaal (Akkadisch: bit-qu) 10. Bit Yakin (Akkadisch: bīt-ia-᾿-ki-nu) 11. "Stad" (Akkadisch: uru) 12. Habban (Akkadisch: ha-ab-ban) 13. Babylon (Akkadisch:tin.tirki) met de Eufraat 14 — 17. Oceaan (zout water, Akkadisch:id mar-ra-tum) 18 — 22. Mythologische objecten |